# Rodrigo Martínez (cestista)
Rodrigo Gabriel Martínez (Rosario, 14 novembre 1974) è un ex cestista e allenatore di pallacanestro argentino con cittadinanza italiana.